# Suffragetto

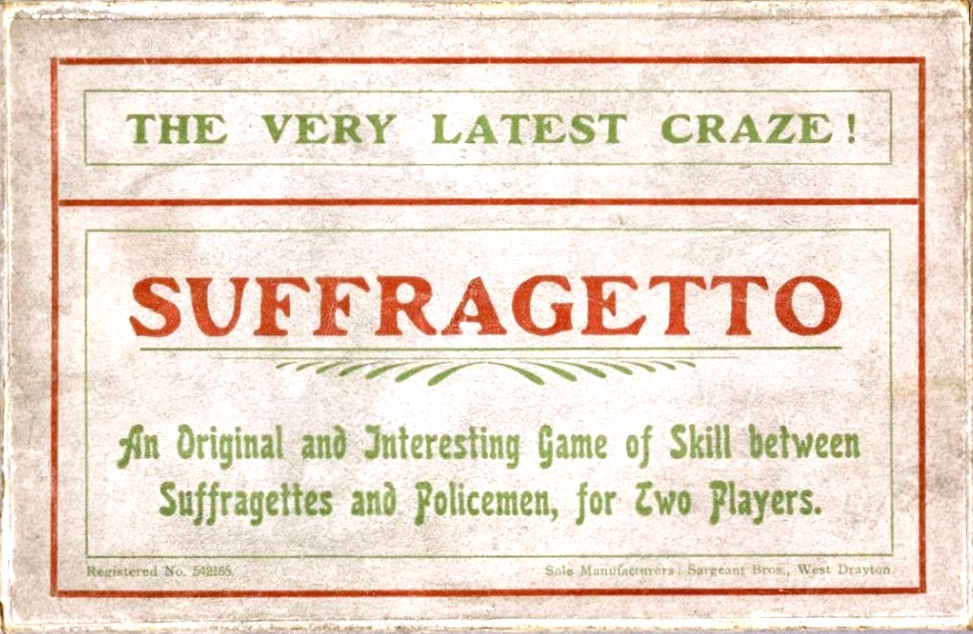
Boîte du jeu

Tablier

Suffragetto était un jeu de société publié au Royaume-Uni autour de 1908 par la Women's Social and Political Union (WSPU) et fabriqué par Sargeant Bros Ltd. Il a été créé pour "exprimer l'idéologie féministe dans un jeu mêlant imaginaire et réalité" et appuyer l'activisme des suffragettes.

## Le jeu
Le jeu est une compétition qui oppose deux joueurs autour d'une plateau de jeu en grille symbolisant les rues de Londres de l'époque édouardienne. Un joueur utilise les 21 marqueurs verts des suffragettes radicales, l'autre joueur utilise les 21 marqueurs bleu foncé des agents de police. L'objectif des suffragettes est de forcer les lignes de la police, d'entrer dans Chambre des Communes et à d'empêcher la police d'entrer dans la Salle Albert. Le but de la police est d'empêcher la réunion des suffragettes en entrant dans la Salle Albert pour ne pas qu'elles aillent à la Chambre des Communes. La partie est gagnée par le premier joueur qui introduit six membres dans le camp opposé.

## Héritage
Il n'existe qu'un seul exemplaire connu du jeu à la bibliothèque bodléienne de l'université d'Oxford,. Le jeu ressemble à plusieurs d'entre eux conçus à l'époque sur le thème de la Grande-Bretagne, de la guerre et des conflits. Avec le jeu Pank-a-Squitch (1909), ce sont les seuls jeux sur le genre, la résistance et les relations sociales.
Il est possible d'imprimer et de jouer au jeu de plateau ou d'y jouer en ligne.